# 세이시

서로 반대 방향으로 진행하는 파란색과 빨간색의 파동이 합쳐져서 보이는 검은색 정상파를 보여주는 애니메이션.

세이시(Seiche) 또는 정진, 부진동은 완전히 혹은 부분적으로 닫혀 있는 수역에서 만들어지는 정상파의 일종이다. 보통 호수, 저수지, 수영장, 만, 부두, 바다 등지에서 세이시 관련 현상을 볼 수 있다. 세이시가 만들어지기 위해서는 수역이 부분적으로라도 닫혀 있어 경계가 있어 정상파를 만들 수 있어야 한다는 것이다.
세이시라는 용어는 1890년 스위스의 수문학자 프랑수아 알퐁스 포렐이 레만호에서 일어난 특유의 거대 파도를 처음으로 과학적으로 관측하며 붙였다. 세이시는 스위스 프랑스어 지역 방언으로 "이리저리 흔들리다"라는 뜻으로 당시 지역 주민들 사이에서 스위스 산악 지역의 호수가 크게 진동하는 것을 의미하였다. 1972년 윌슨의 연구에서는 스위스 프랑스어의 'Seiche'라는 말은 라틴어의 "건조하다"를 의미하는 'siccus'에서 온 것으로 물이 갑작스래 빠져 해변이 마르는 것을 의미한다고 기록하였다. 또한 프랑스어 'sèche'와도 연관이 존재한다.
항만의 세이시는 바람과 저조파의 비선형적 상호작용으로 발생하는 것으로 바람으로 만들어지는 일반 파도보다 더 긴 주기를 가지고 매우 긴 주기나 장주기 중량파로 만들어질 수 있다.

## 원인 및 현상
세이시는 보통 육안으로 볼 수 없으며 물 한가운데 보트 위에 있는 관측자들은 세이시의 매우 긴 파장 때문에 세이시가 일어났다는 것 자체를 인지하지 못할 수도 있다.
세이시 효과는 보통 하나 이상의 요인으로 수역이 간섭받아 공명이 일어나 발생하는 것이다. 세이시 발생을 일으키는 요인으로는 바람과 저기압과 같은 기상학적 요인과 지진 활동, 쓰나미 등이 있다. 여기서 중력이 액체 수역을 물이 정역학적 평형 위치에 있는, 즉 원위치인 수평면으로 복구하러 한다.
수직의 조화 운동으로 물의 깊이에 따라 물의 높낮이 차이만큼 이동하는 순간적인 충격파가 만들어진다. 이 충격파는 수역 끝에서 반사되면 간섭된다. 반복되는 반사 결과 수직 운동이 없는 하나 이상의 점 또는 노드를 가진 정상파들이 형성된다. 정상파의 진동 빈도는 파도의 높낮이, 물의 깊이와 해저 지형, 수온 등에 따라 달라진다.
세이시의 가장 긴 주기는 그 수역의 기본 정상파 주기와 관련이 있다. 닫힌 직사각형 모양의 수역의 표면에서 일어나는 세이시의 경우 다음과 같은 식으로 최대 주기를 추정할 수 있다.
{\displaystyle T={\frac {2L}{\sqrt {gh}}}}
여기서 T는 가장 긴 주기, L은 수역의 길이, h는 수역의 평균 깊이, g는 지구의 중력가속도에 해당한다.
고주파 세이시도 자주 관측된다. 2차 세이시 주기는 제일 긴 자연주기의 절반이며, 3차 세이지 주기는 자연 주기의 1/3 식으로 점차 주기가 짧아진다.

## 같이 보기
- 중복파
- 지진공학
- 호수의 쓰나미
- 바이온트 댐

## 참고 문헌
- Jackson, J. R. (1833). “On the Seiches of Lakes”. 《Journal of the Royal Geographical Society of London》 3: 271–275. doi:10.2307/1797612. JSTOR 1797612.